# Catocala puerpera
Catocala puerpera – gatunek motyla z rodziny mrocznicowatych i podrodziny Erebinae. 

## Występowanie
Występuje w Azji centralnej i Azji Mniejszej, południowej Europie oraz lokalnie w Europie Środkowej. W Polsce złowiony tylko na Górnym Śląsku. Krajowe obserwacje pochodzą sprzed 1960 roku. 

## Morfologia i ekologia
Rozpiętość skrzydeł 56–64 mm. Przednie skrzydła szarobrunatne z żółtawym odcieniem i mało kontrastowym rysunkiem. Tylne skrzydła różowopomarańczowe  z czarnym polem w części zewnętrznej oraz przepaską. Przepaska koloru czarnego, nieregularnej szerokości. Zazwyczaj nie dochodzi do tylnej krawędzi skrzydła.
Gąsienice rozwijają się na różnych gatunkach wierzb i topoli. Dorosłe motyle odbywają loty od początku lipca do połowy września. 
Catocala puerpera jest polifagiem.